# Тесей (Софокл)
«Тесей» (др.-греч. Θησεύς) — трагедия древнегреческого драматурга Софокла (V век до н. э.) на тему аттических мифов, от текста которой благодаря папирусным находкам сохранились отдельные фрагменты. Действие пьесы происходит на Крите, в числе персонажей — сын царя Аттики Эгея Тесей, прибывший на остров, чтобы убить Минотавра, пришедшая к нему на помощь критская царевна Ариадна и афинская девушка Эрибея, привезённая вместе с Тесеем в качестве жертвы. Подробности сюжета и прорисовки Софоклом характеров основных персонажей остаются неясными.
Сохранилась часть монолога Тесея, произнесённого накануне схватки с Минотавром.
Трагедию с таким же названием написал и Еврипид, но о её сюжете ничего не известно.